# Raccorderia
Il raccordo, in idraulica, è l’elemento di connessione che consente alla tubazione il cambio di direzione, di diametro, nonché la sua diramazione e derivazione, assicurando continuità fisica alla linea e, conseguentemente, continuità di flusso al fluido trasportato dalla tubazione stessa. L'insieme dei raccordi è detta raccorderia.

## Raccordi per tubazioni ed impianti

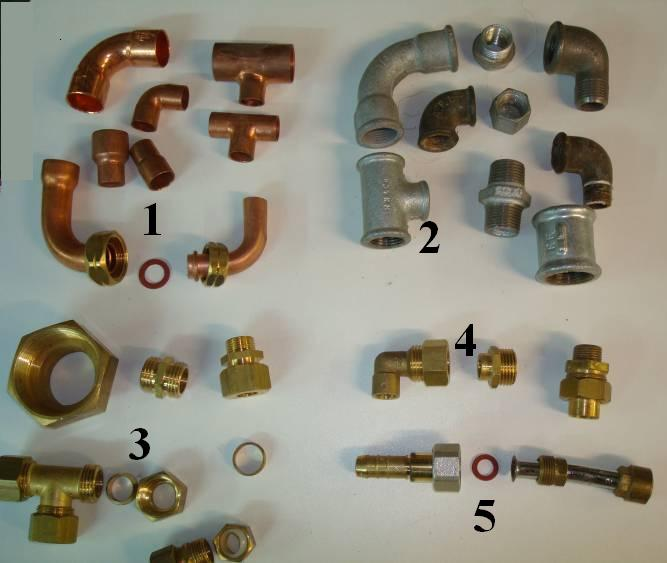
1) Raccordi in rame a saldare ed a giunto; 2) raccordi filettati in ferro; 3) raccordi a compressione in ottone; 4) raccordi in ottone a compressione ed a saldare; 5) adattatori in ottone.

I raccordi (fitting) permettono, con la loro unione ai vari spezzoni di tubo, di creare sistemi e linee di maggiore complessità per coprire distanze superiori, variare i diametri dei tubi o condotte in funzione delle portate, creare reti ramificate rendendo in questo modo possibile la realizzazione di sistemi, dai più semplici, quali quelli di una casa o giardino, ai più articolati come nel caso degli impianti industriali. Le linee così realizzate provvederanno al trasporto di fluidi liquidi quali acqua, petrolio, rifiuti liquidi, oli, ecc. o gassosi, quali vapore, aria compressa, gas combustibili, gas tecnici, ecc.

## Tipologie materiali
I materiali della raccorderia si classificano principalmente in:

### Metallici in acciaio ferroso
- Acciai al carbonio;
- acciai inossidabili;
- acciai zincati;
- ghise (malleabili);
- leghe metalliche al cromo-nichel, al cromo molibdeno, al cromo-nichel-molibdeno, ecc.

### Metallici non ferrosi
- Alluminio;
- leghe quali bronzo, cupronichel, inconel, ottone, ecc.
- rame;
- titanio.

### Plastici

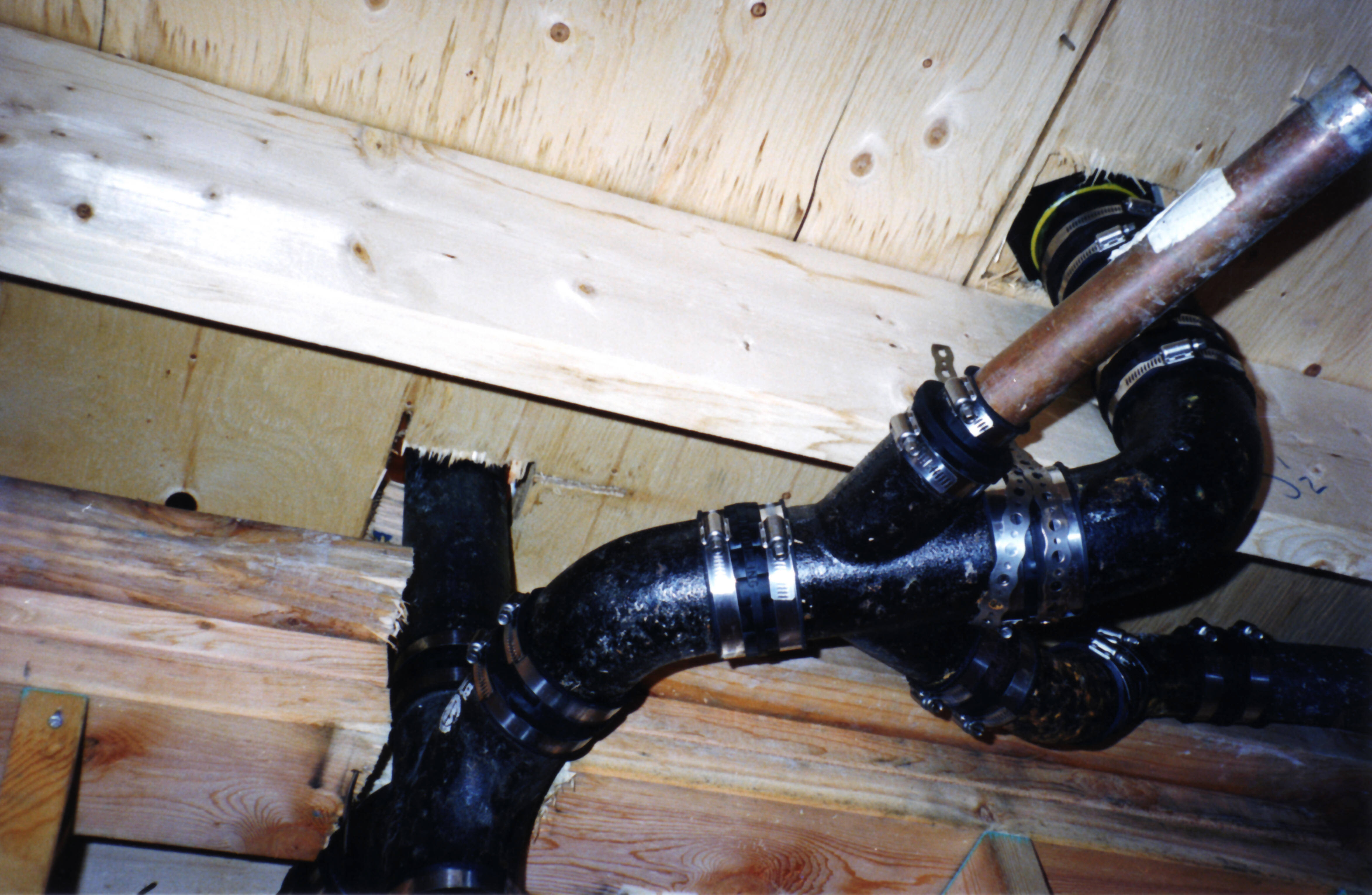
Raccordo in gomma utilizzato per collegare tubi di scarico in materiali e percorsi diversi.

- Raccordo in gomma utilizzato per collegare tubi di scarico in materiali e percorsi diversi.Gomma per raccordare tubazioni di scarico nel campo dell’edilizia e costruzioni civili (nella terminologia anglosassone DWV-Drain, Waste and Vent), molto utilizzata per la sua flessibilità per raccordare materiali diversi, quali ad esempio ghisa-plastica, ghisa-rame, ecc.
- cloruro di polivinile-PVC per tubazioni di acqua potabile e scarichi nel campo dell’edilizia e costruzioni civili;
- polietilene ad alta densità-PEAD (HDPE) per tubazioni di acqua potabile, acqua industriale[3], acqua antincendio nel campo delle costruzioni civili e nel settore industriale;
- polipropilene per tubazioni acqua;
- fibra di vetro rinforzata-PRFV (in inglese GFRP) comunemente indicata come vetroresina per acqua industriale, acque acide, acque reflue con sospensioni, fondamentalmente nel campo industriale.

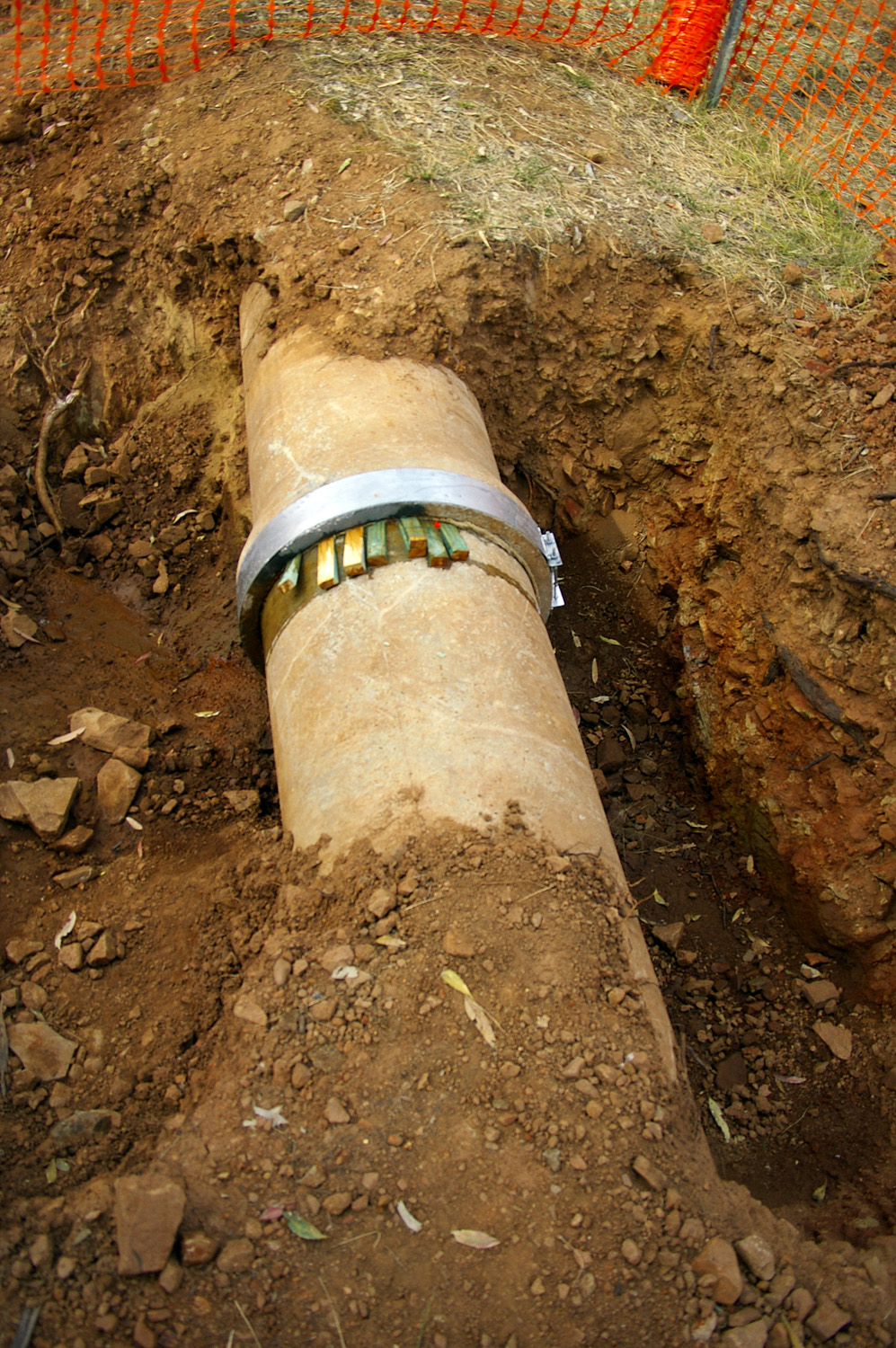
Tubi in cemento per trasporto acqua.

### Cementizi
- Realizzati in calcestruzzo ed utilizzati per aste fognarie e convogliamento di acque piovane. In questo caso la giunzione è di norma realizzata con innesto a bicchiere dei tubi e sigillatura con malte o resine. Le tubazioni venivano anche utilizzati in passato per il trasporto in pressione di acqua, oggi però sostituiti dai materiali plastici o ferrosi.

Pur essendo in larga parte i materiali dei raccordi gli stessi delle tubazioni collegate, è anche possibile utilizzare raccorderia di materiale non omogeneo rispetto a quello delle tubazioni collegate. Deve esserne però garantita la compatibilità a fronte dei parametri di progetto della linea e principalmente verso pressione, temperatura e resistenza alla corrosione nei confronti del fluido trasportato.

## Metodi di giunzione
- Saldatura;
- brasatura;

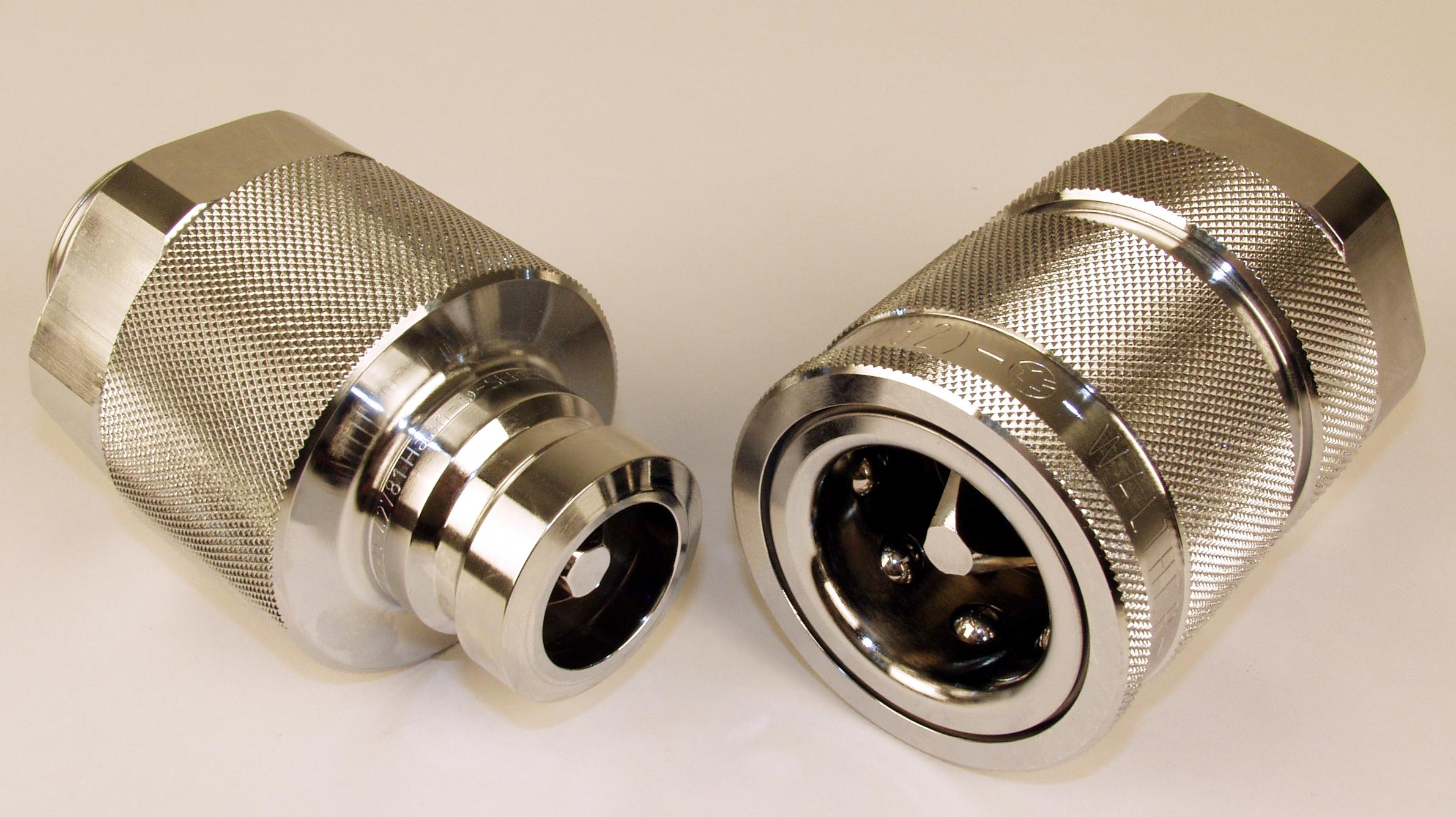
Connettori pneumatici ad attacco rapido.

- filettatura per utilizzo nel campo idraulico tipo GAS o NPT;
- raccordi a compressione;
- raccordi a pressione di norma con l'ausilio di fascettatura di utilizzo nelle tubazioni di bassa pressione;
- innesto (attacco) rapido (push-to-pull) in metallo per aria compressa, in materiale plastico per tubi e tubi di irrigazione;
- flangiatura, sostanzialmente di uso industriale.

## Tipologie raccordi
Curva o gomito

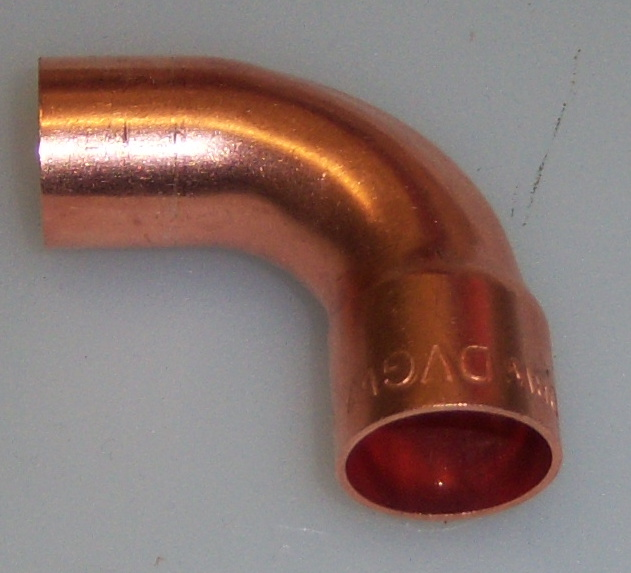
Curva in rame.

Una curva (elbow) installata tra due tronchi di tubo serve per cambiare direzione alla tubazione e quindi alla direzione del flusso del fluido. Esse sono di norma a 45° e 90° ma possono anche essere a 22,5° 30° e 60° ed in casi specifici adattate con angoli diversi. Vengono caratterizzate dal raggio di curvatura R in funzione del diametro del tubo distinguendosi a raggio stretto e raggio lungo (short and long radius). Nell’industria 1,5 3 e 4,5 R sono i raggi di curvatura più comuni. Quando la curva del tubo ha un raggio di curvatura minore di 1,5 volte il diametro del tubo il raccordo viene più propriamente chiamato gomito ed in genere utilizzato in un sistema pressurizzato ed in posizione fisica maggiormente ristretta.
Riduzione
La riduzione di norma riduce le dimensioni interne della linea collegando un tubo a diametro maggiore ad uno a diametro minore. Questa modifica può supportare sia il requisito tecnico di variazione della portata idraulica del sistema o anche di adattamento fisico a tubazioni esistenti di dimensione diversa. Le riduzioni possono essere di tipo concentrico od eccentrico quando necessario a mantenere allineato il livello della tubazione.
Tee e derivazioni

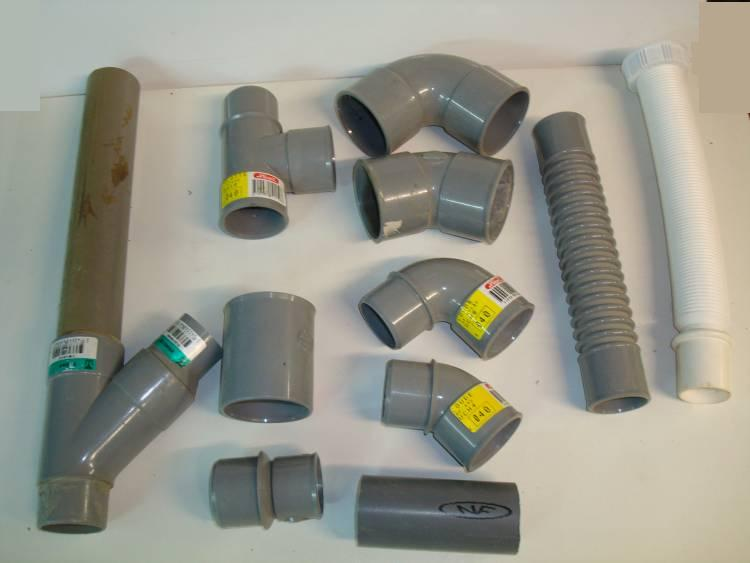
Raccorderia in materiale PVC per scarichi. Visibili raccordi tee-wye, tee standard, curve di vario angolo e manicotti di collegamento.

Un tee unisce o divide il flusso del fluido. Può collegare tubi di diametri diversi e/o cambiare la direzione del percorso della tubazione. I tee più comuni sono quelli a tre vie a diametri fra loro uguali. Vi sono anche i tee a quattro vie detti a croce con un ingresso e tre diramazioni funzionanti anche in forma reversa. In quest’ultimo caso è necessario porre particolare attenzione alle temperature di lavoro del fluido per via delle dilatazioni delle varie linee confluenti sul tee a croce, luogo di possibili tensioni. Fra i tee combinati ci sono poi i tee-wye, simili agli standard tranne che per l'angolazione della linea di diramazione, normalmente utilizzati per collegare un tubo di scarico verticale a uno orizzontale nel campo dell’edilizia e delle abitazioni, potendo comunque avere anche applicazione industriale. Detta configurazione si rende necessaria per creare negli scarichi un percorso liscio e gradualmente curvo in modo da ridurre l'attrito e la turbolenza e quindi diminuire le possibilità di deposito di solidi trascinati e conseguenti intasamenti.
Nipplo

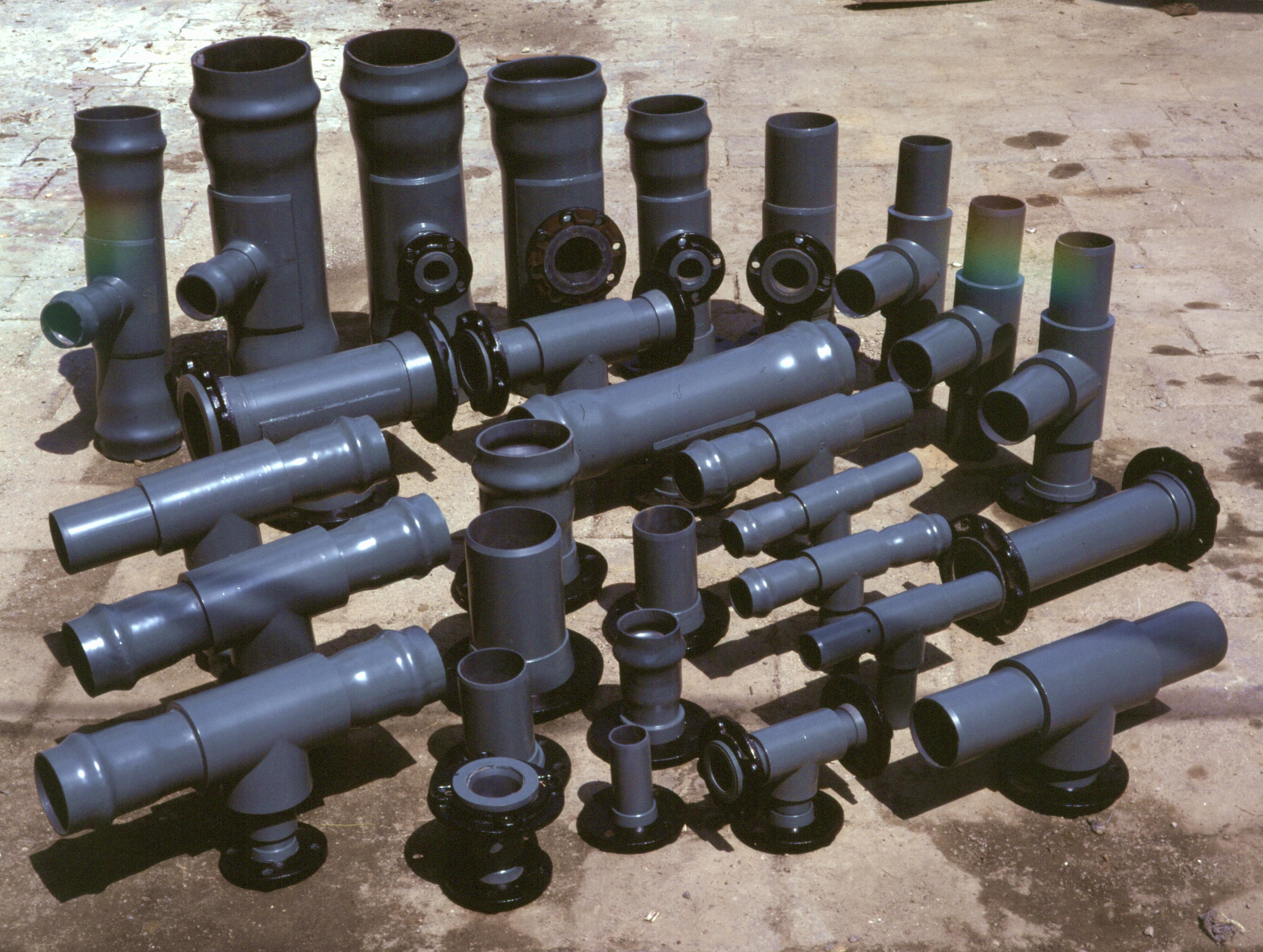
Raccordi in PVC per tubazioni trasporto acqua potabile.

Un nipplo è un breve pezzo di tubo che collega altri due raccordi od anche tubi di diametro uguale o diverso, utilizzati negli impianti idraulici.
Tappo
I tappi, normalmente a tenuta di liquidi o gas, sono componenti che servono a chiudere aperture varie di una tubazione. Possono essere tappi filettati o da saldare. Un tappo che chiude l'estremità di un tubo prende anche il nome di fondello, comunemente a forma bombata.
Boccola
Una boccola in idraulica è un manicotto di collegamento a doppia filettatura, filettato sia sulla circonferenza interna che su quella esterna ed è un raccordo che sostanzialmente fa da riduzione.
Giunto a 3 pezzi
È un raccordo che connette due tubi permettendo la successiva disconnessione dei tubi stessi per manutenzione. Possono essere a filettare od a saldare sulle rispettive tubazioni da collegare. Il giunto è formato, appunto, da tre parti: un dado, un'estremità femmina e un'estremità maschio. Quando le estremità femmina e maschio sono a contatto, il dado sigilla il giunto premendo saldamente le due estremità insieme. Molto utilizzati nei sistemi idraulici del settore edilizio, ma anche nell'industria sulle linee di bassa pressione e diametri inferiori, oltre che nel campo agricolo utilizzando a seconda dei casi giunti metallici o plastici.
Flangia

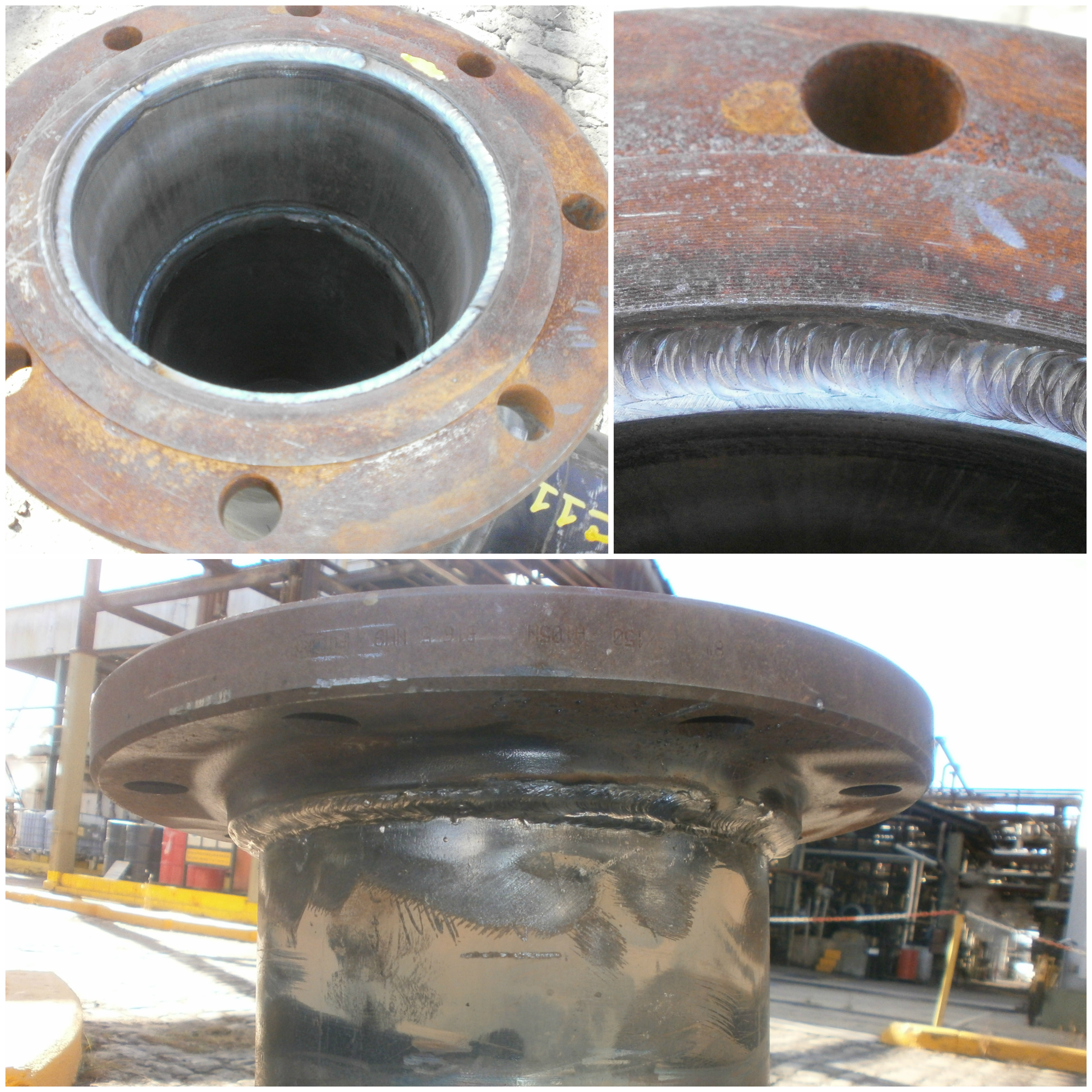
Flangia in acciaio al carbonio tipo slip on saldata esternamente ed internamente.

I giunti flangiati permettono una connessione di tipo rigido fra due tubazioni con la tenuta assicurata da una guarnizione od un anello metallico interposta fra le flange stesse ognuna delle quali saldata alla rispettiva tubazione. L’accoppiamento flangiato permette lo smontaggio della tubazione per manutenzione ed ispezione della linea ogniqualvolta si renda necessario. La forza di serraggio e tenuta del giunto flangiato è assicurata da una serie di bulloni passanti sui fori delle flange disposti circolarmente sulle stesse. Il sistema flangiato è prevalentemente utilizzato in campo industriale.

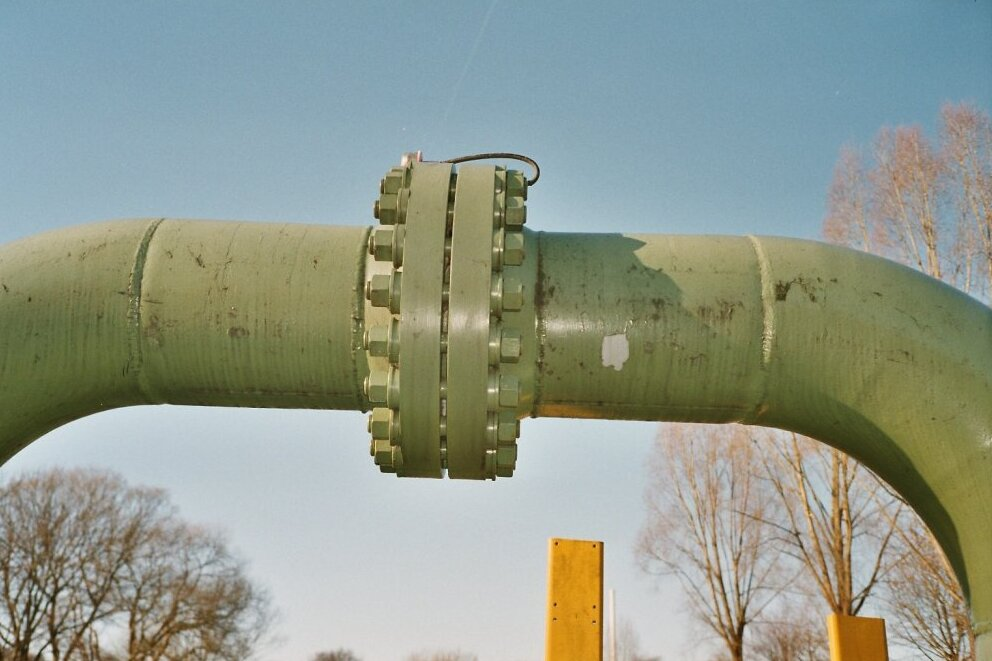
Accoppiamento flangiato tipico

Le flange possono essere classificate rispetto:
- alla superficie di tenuta;
- al sistema di connessione al tubo:

1. a saldare a sovrapposizione (slip-on)
2. a saldare di testa (welding neck)
3. a saldare a tasca (socket weld)
4. con anello d'appoggio (lap-joint e swivel)
5. filettate (threaded)
6. cieche (blind)

- al "rating",[8] che dipende dalle dimensioni e dalla massima pressione ammissibile espressa in bar per ANSI/ASME quali: ANSI 150, ANSI 300, ANSI 600, ANSI 900, ANSI 1500, ANSI 2500, ecc. e pressione nominale PN 10, PN 16, PN 25, PN 40, PN 64, PN 100, PN 160 e PN 250 secondo ISO/EN.

Gli accoppiamenti flangiati si rendono necessari anche per collegare alla tubazione valvole, strumenti in linea, giunti di espansione, ecc.
I raccordi sulla base dei parametri progettuali e conseguente tipo di utilizzo possono essere a saldare, a filettare, a compressione, ad innesto rapido, flangiati con differente preferenza di utilizzo nel campo industriale, edilizio, agricolo.

## Campi di utilizzo

### Campo industriale
Prevale l’utilizzo del metallo ma hanno corposo utilizzo anche le materie plastiche. Pertanto i raccordi saranno:

#### Tubazioni metalliche

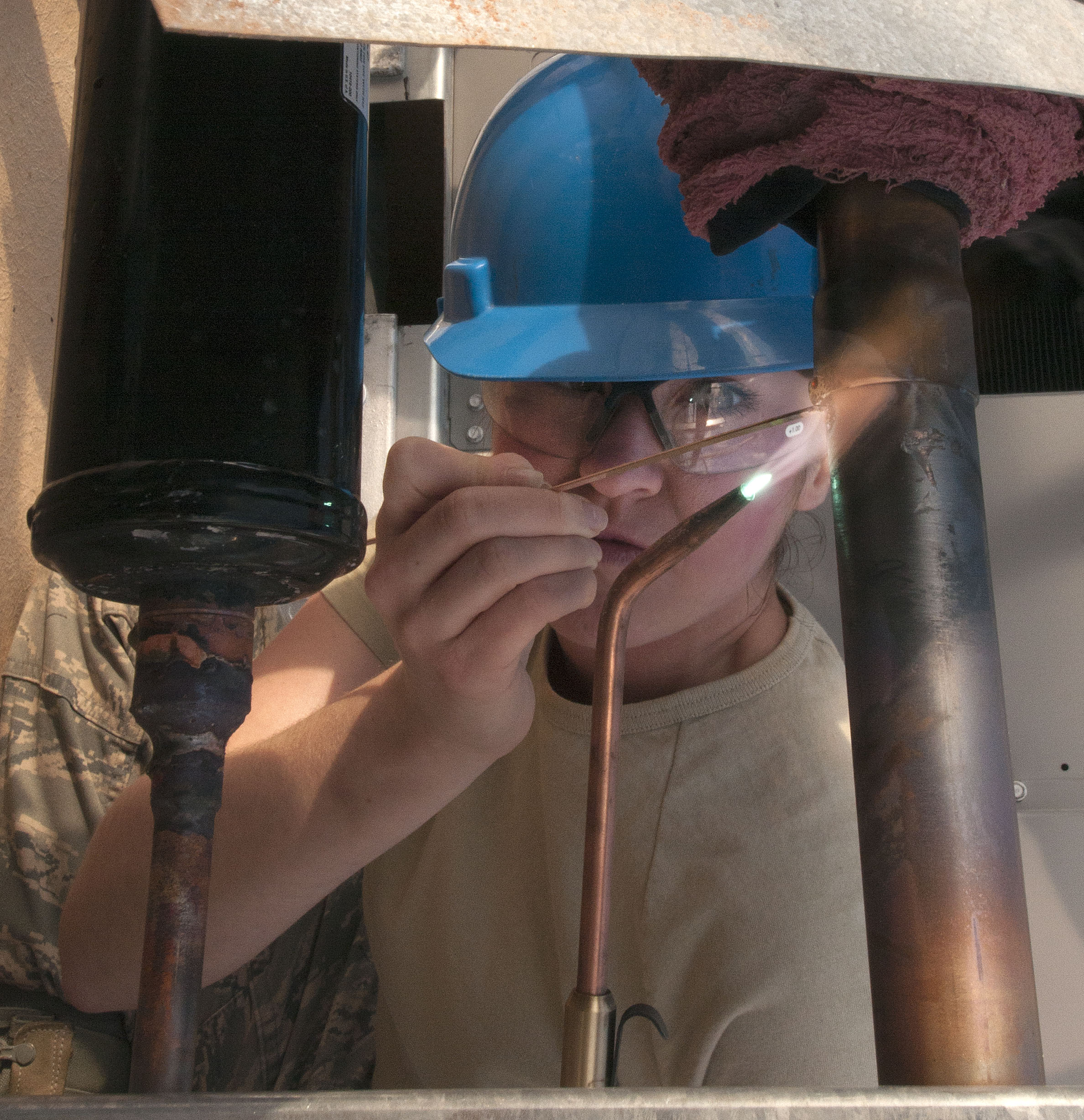
Brasatura di tubazione in rame.

- Brasatura di tubazione in rame.saldati per tutte le linee di alta e bassa pressione per le quali è necessario garantire la tenuta[7]del fluido in ogni condizione di temperatura operativa. Vale quindi per vapore, oli di lubrificazione, gas infiammabili, elementi chimici, ecc.
- filettati (o saldati) per linee fredde e piccolo diametro  (di norma fino ai 3” di diametro) per trasporto acqua potabile, scarichi (metallici), aria compressa, ecc;
- brasati o con giunti a pressare per le linee in rame;
- flangiati per linee acqua industriale,vapore bassa pressione, acque reflue ed in generale su tutte le linee con interposizione di valvole ed elementi di misura flangiati.

#### Tubazioni plastiche
- Saldati sulle linee in fibra di vetro rinforzata-PRFV (vetroresina);
- flangiati e saldati sulle linee in polietilene ad alta densità-PEAD (HDPE) per tubazioni di acqua potabile, acqua industriale, acqua antincendio. I raccordi sono elettrosaldabili con tensioni applicate intorno ai 40 Volt che operano una elettrofusione della superficie interna di contatto fra tubo e raccordo garantendone la sigillatura;
- saldati a solvente i raccordi o manicotti in cloruro di polivinile PVC per tubazioni di scarico acque. Il solvente viene applicato ai tubi (PVC, CPVC[10], ABS[11]o altre plastiche) per sciogliere e fondere parzialmente le superfici adiacenti fra tubo e raccordo. Il processo richiede adeguata ventilazione.

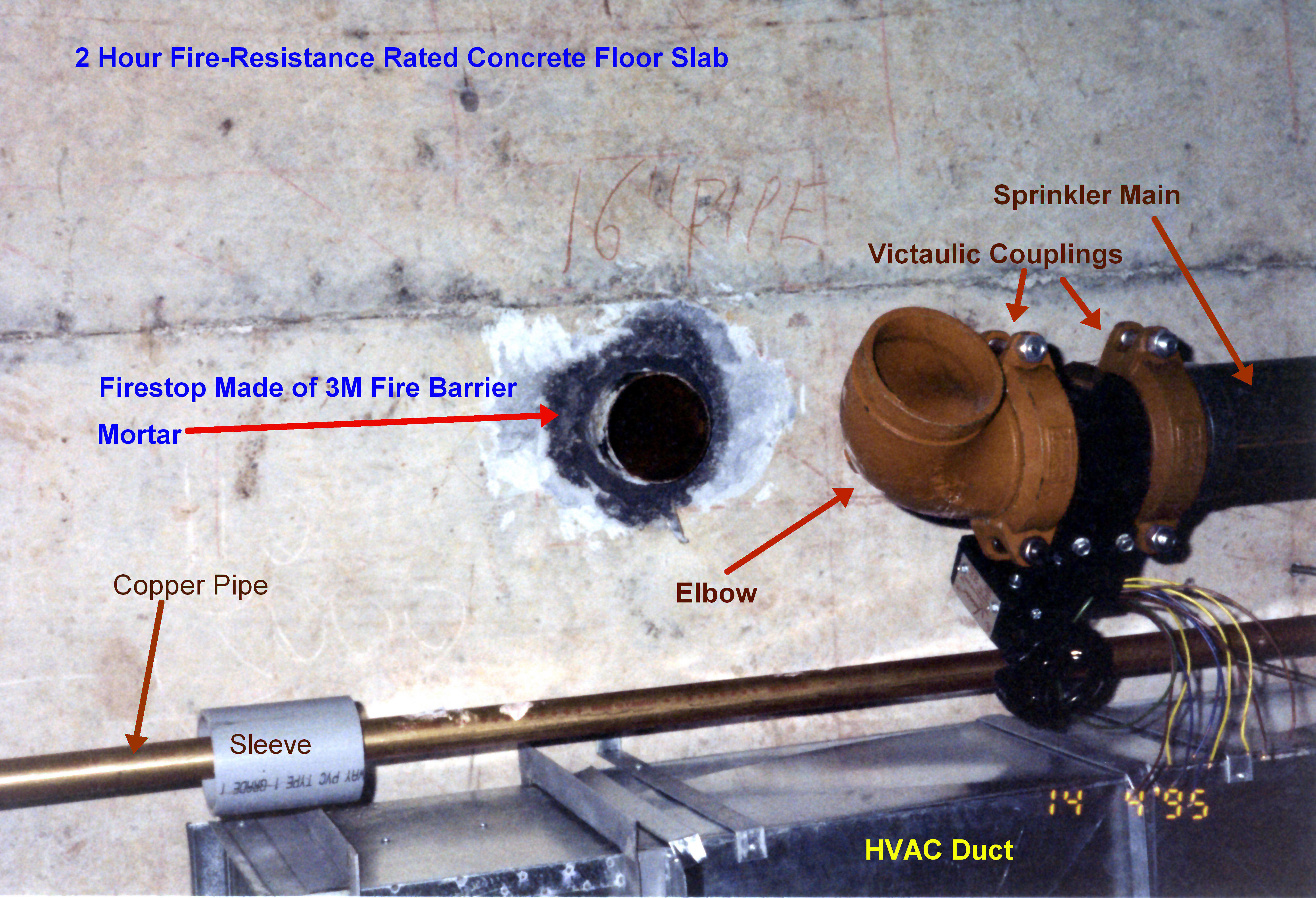
Raccordo Victaulic in montaggio.

Vi sono poi raccordi particolari quali i giunti Victaulic formati da manicotti a rapida installazione in grado di sostituire diversi collegamenti flangiati. Collegano segmenti di tubi tramite scanalatura circonferenziale pressata (o tagliata) attorno all'estremità del tubo da unire. Sono ampiamente utilizzati su tubi in acciaio e possono essere utilizzati anche con altri materiali. Sono formati dal tubo scanalato, guarnizione, giunto, dadi e bulloni. Il giunto si innesta nella scanalatura. I giunti Victaulic possono essere rigidi o flessibili. Molto utilizzati nel campo antincendio e trasporto acqua negli impianti industriali.

### Campo edilizio

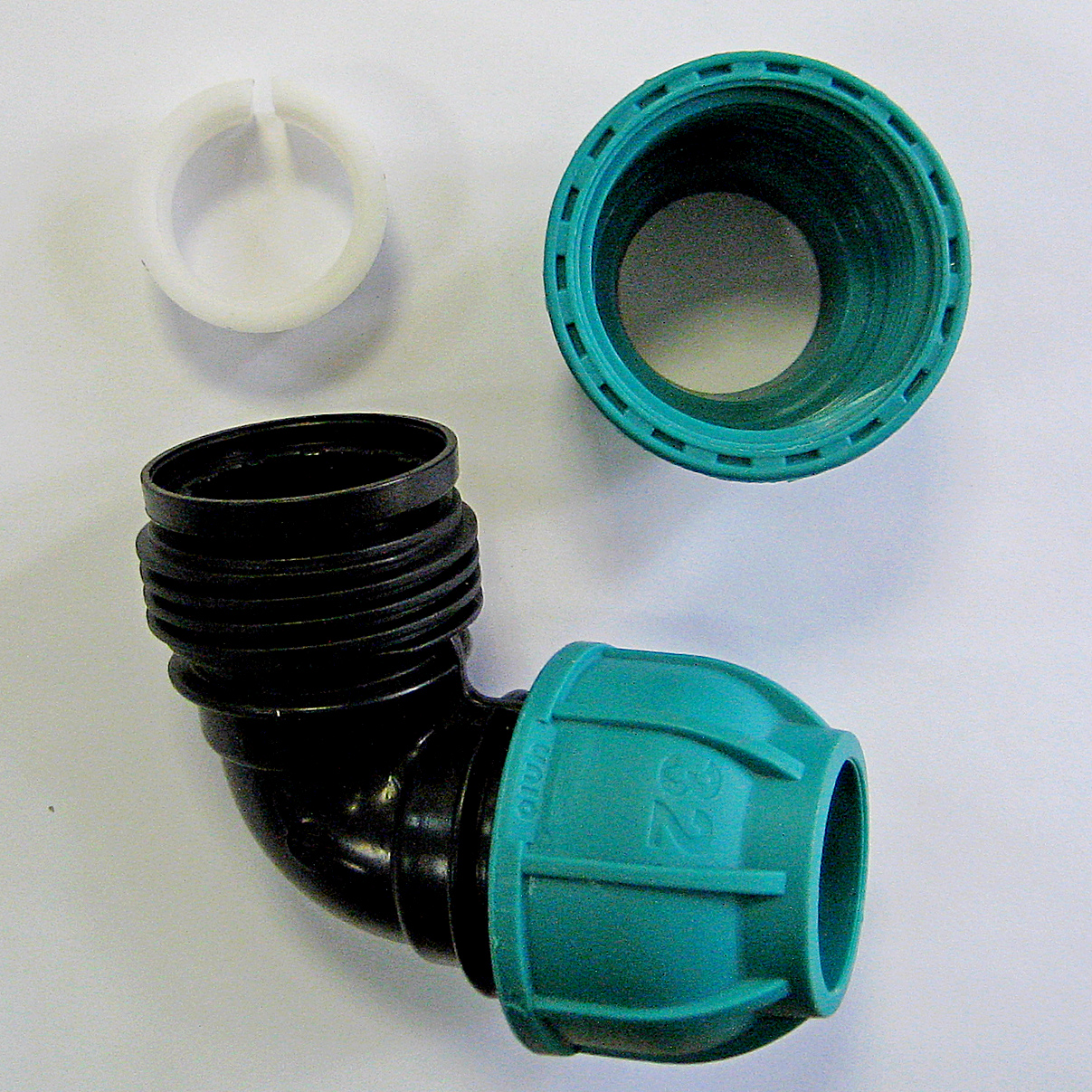
Raccordo a compressione disassemblato in materiale PEAD. Visibile la ogiva interna (bianca) che assicura la tenuta idraulica.

Nel campo edilizio abitativo prevale l'utilizzo dei materiali plastici. I raccordi saranno:
- a giunto scorrevole frequentemente usato nei sistemi di scarico di cucine, bagni e vasche. Includono un dado scorrevole staccato (mobile) e una rondella a giunto scorrevole di gomma o nylon;
- saldati a solvente i raccordi o manicotti in cloruro di polivinile-PVC per tubazioni di scarico acque. Per quanto attiene gli scarichi principali di un edificio si segnala l’uso ancora attuale di tubi e raccordi in ghisa ancora utilizzati nelle costruzioni di alta qualità perché hanno la caratteristica di attutire il rumore delle acque reflue in scorrimento;
- saldati i raccordi in polietilene ad alta densità-PEAD (HDPE) per tubazioni di acqua potabile, acqua antincendio;
- saldati i raccordi in polipropilene per tubazioni acqua;

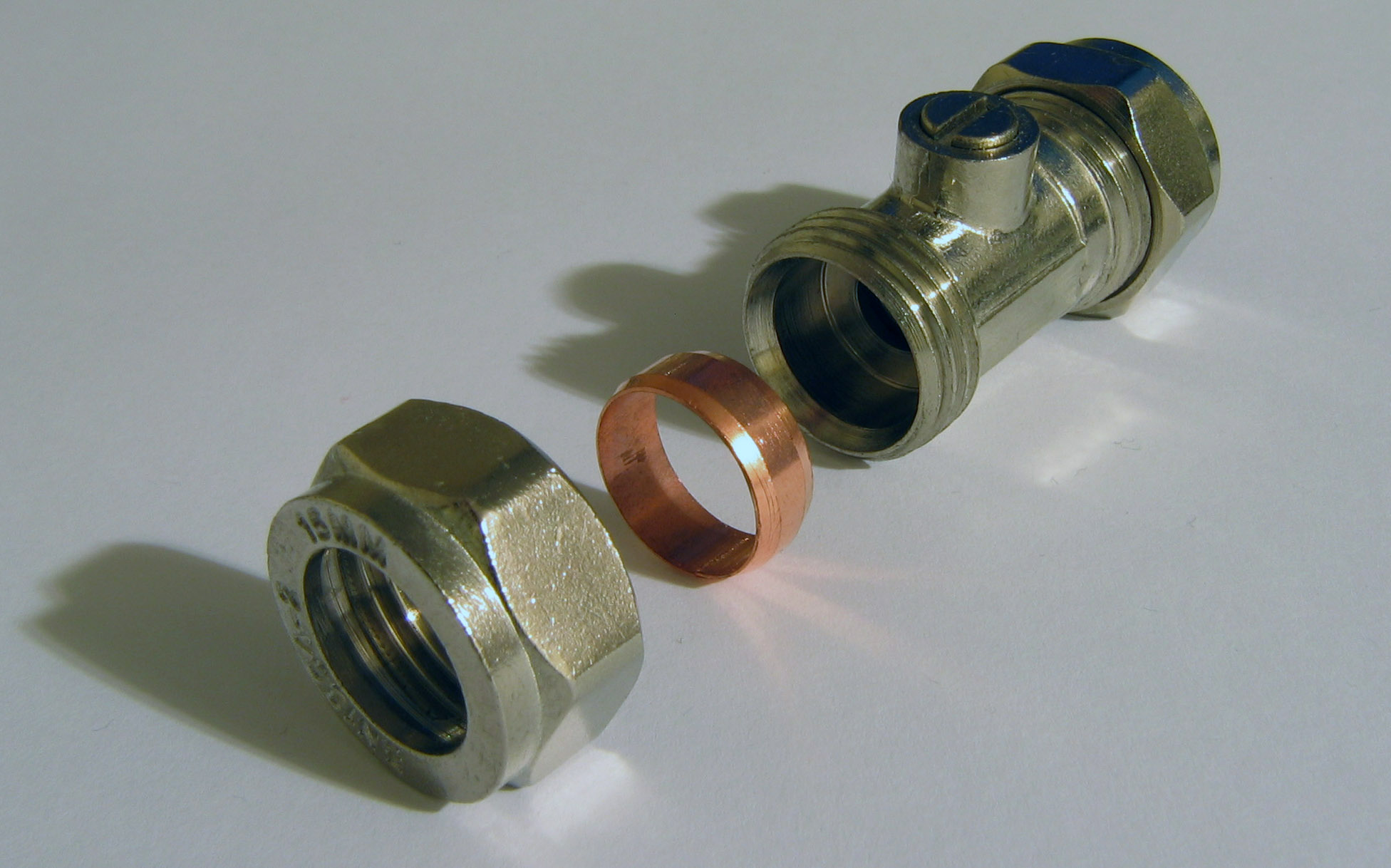
Raccordo a compressione montato su valvola di sezionamento.

- Raccordo a compressione montato su valvola di sezionamento.a compressione i raccordi in materiale plastico (o metallico) per tubazioni acqua potabile, antincendio, scarichi, irrigazione[13]. Sono costituiti da una sede conica concava e rastremata, un anello di compressione cavo a forma di barilotto (ogiva o ferula) e un dado di compressione che viene avvitato sul corpo del raccordo e serrato per creare una connessione a tenuta[7]. Installazione molto facile e rapida per posizioni d'impianto, preferibilmente, a vista;
- in gomma i manicotti con fascette di serraggio (climps) per raccordare tubazioni di scarico anche collegando materiali di tipo diverso quale metallo e plastica. Importante anche la loro flessibilità;
- raccordi metallici filettati su tubazioni zincate per distribuzione acqua, gas metano, con il tubo filettato maschio[6]. e raccordo filettato femmina. Realizzano una struttura fisicamente robusta.

### Campo agricolo

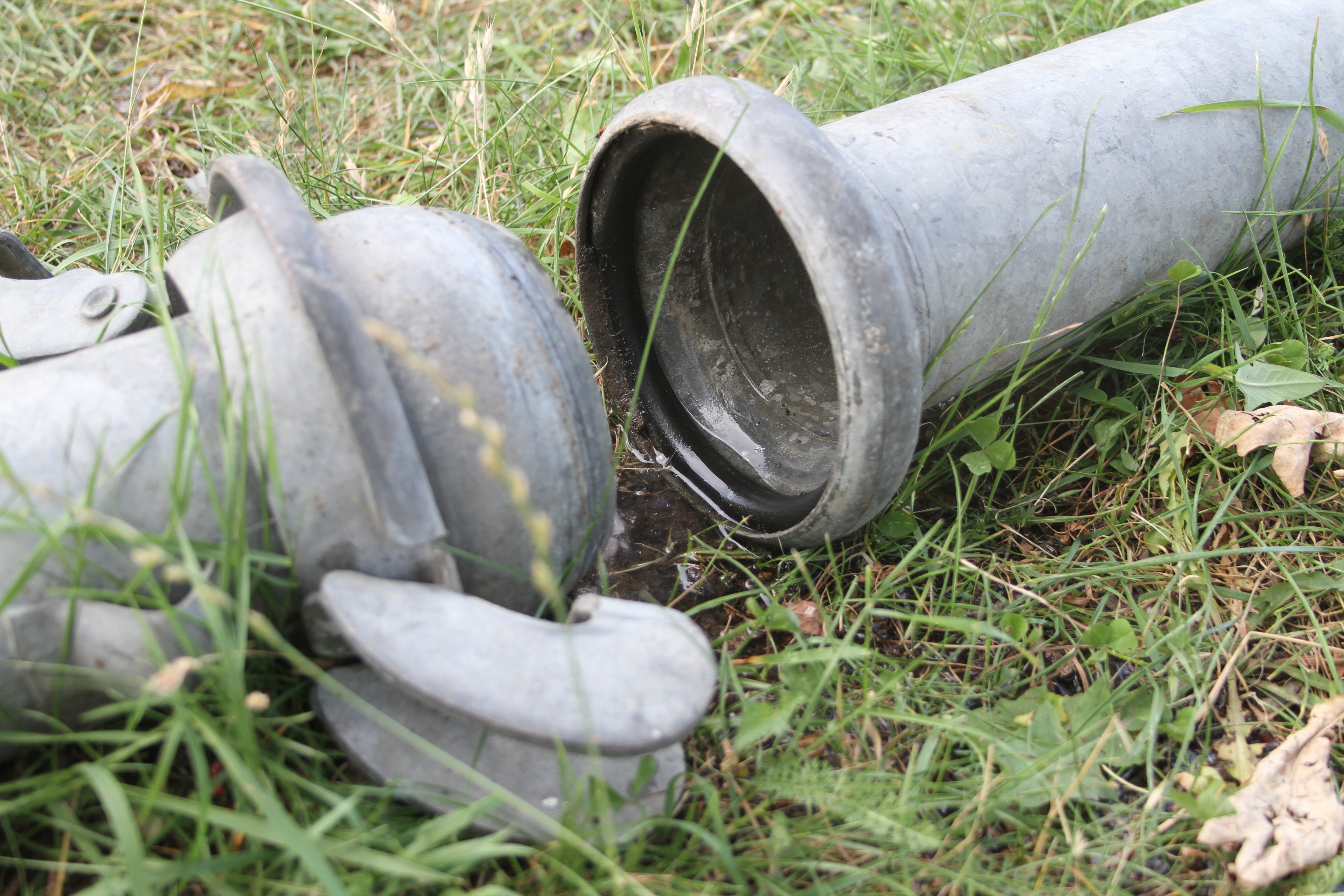
Raccordo con sistema di attacco rapido sferico.

- Raccordo con sistema di attacco rapido sferico.I tubi e relativi raccordi di maggior utilizzo sono i tubi in polietilene ad alta o bassa densità, in polipropilene, in polivinilcloruro PVC. Tubi e raccordi in PVC sono di utilizzo comune e maggiormente utilizzati per la loro leggerezza, durata e facilità di installazione, oltre alla buona resistenza alle intemperie e ai raggi UV;
- anche i tubi in polietilene sono di largo uso in quanto flessibili, resistenti all’abrasione e alle basse temperature, quindi adatti nelle zone con climi freddi;
- vi sono poi i tubi in gomma, molto flessibili e versatili che possono essere utilizzati in una varietà di condizioni climatiche. Sono resistenti all'usura e possono durare a lungo. Sono generalmente più pesanti e meno semplici da movimentare rispetto ad altri tipi di tubi;

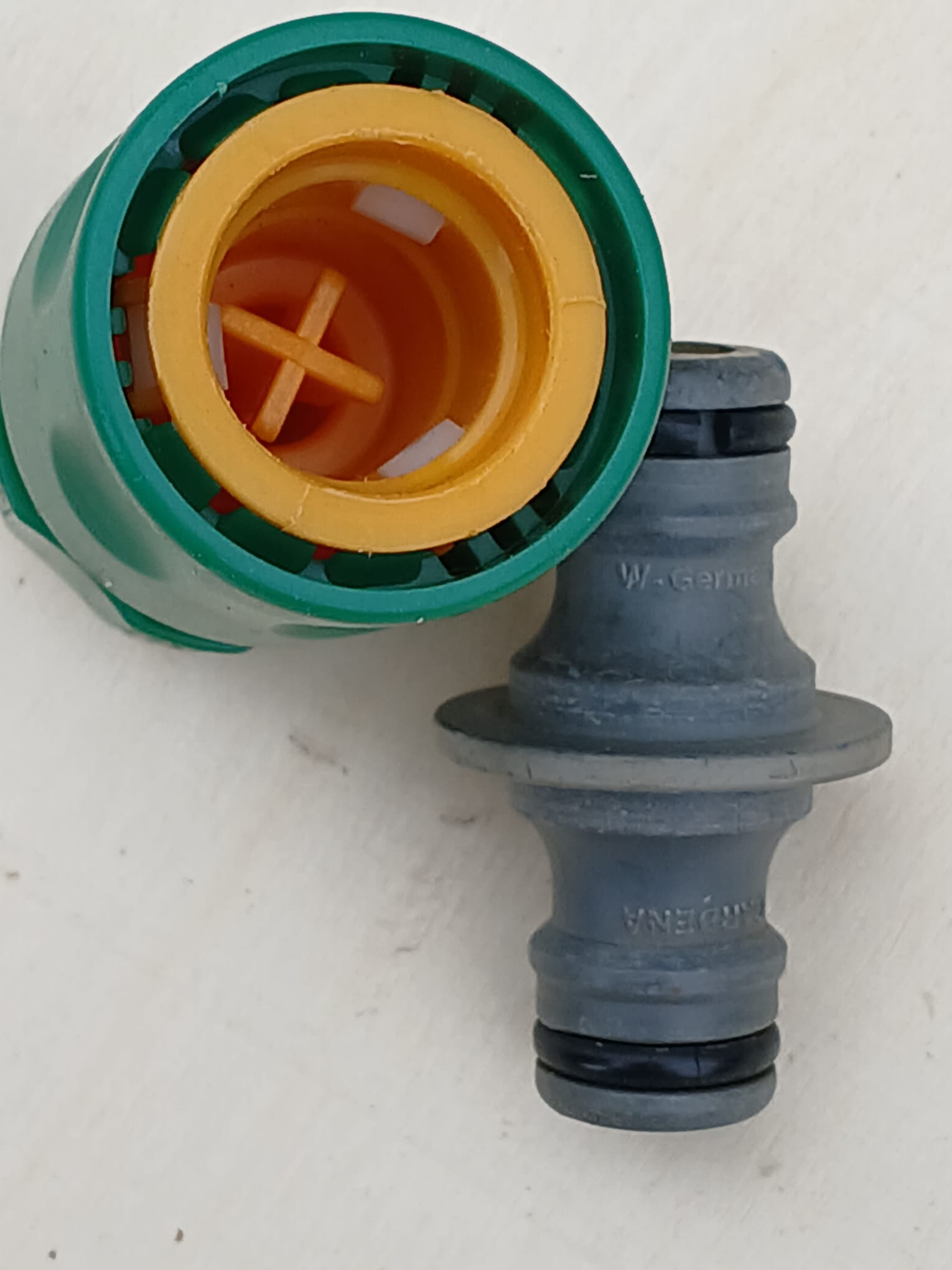
Innesto rapido tubi da giardino

- Innesto rapido tubi da giardinoi tubi in metallo, come l’acciaio o l’alluminio, utilizzati in particolare sulle lunghe distanze in quanto resistenti e capaci di sopportare pressioni elevate. I raccordi sono, di norma, ad attacco rapido. È un tipo di tubazione ideale per l’irrigazione a goccia;
- i tubi in tessuto, le manichette antincendio ne sono un esempio, sono una buona soluzione alternativa per l’irrigazione agricola. Sono leggeri, facili da installare in quanto avvolti a bobina e possono essere utilizzati per l’irrigazione a goccia o per l’irrigazione superficiale. I raccordi sono del tipo ad innesto rapido o filettato.

I tubi da giardinaggio sono di norma tubi in rotolo con connessioni ad innesto (attacco) rapido fra cui l'innesto rapido a baionetta o con raccordi filettati. 

## Raccordi per alte pressioni

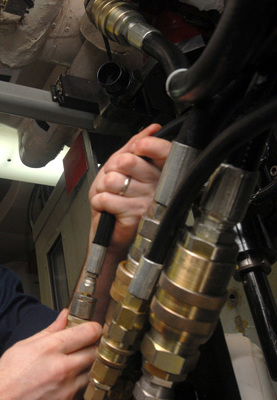
Tubazioni e raccordi sistema idraulico alta pressione.

Sono raccordi speciali utilizzati nei sistemi idraulici ad elevata pressione del fluido oleodinamico relativi ad esempio agli attuatori idraulici per macchine movimento terra, sistemi frenanti, macchine utensili, ecc. I loro raccordi idraulici sono progettati e classificati per pressioni operative molto elevate. Fra i vari tipi di raccorderia in ottone, acciaio, acciaio inox od anche plastica si hanno:
- sistema di connessione dei raccordi a tenuta frontale ORFS[14];
- sistema di connessione dei raccordi a tenuta conica 60º (BSP);
- sistema di connessione dei raccordi a 24º (ISO8434-1);
- sistema di connessione dei raccordi per tubi svasati[15] a 37º utilizzanti un collegamento conico rastremato sul tubo che viene pressato sulla corrispondente superficie conica del raccordo. Un dado provvede a serrare il raccordo e forzare le superfici coniche deformandole insieme. Queste giunzioni garantiscono durabilità ed affidabilità.

## Norme di riferimento
Le norme di riferimento per la progettazione, fabbricazione e montaggio della raccorderia seguono gli standard delle relative tubazioni. Le principali norme internazionali fanno riferimento ai codici ISO-EN-ASME-ANSI-API:
- EN 10204[18] Documenti di controllo prodotti metallici;
- ISO 7268[19] Pipe components Definition of nominal pressure;
- ISO 8434-1[20] Metallic tube connections for fluid power and general use;
- UNI EN 10253-3[21] per saldature di testa di curve, TEE, riduzioni, fondelli in acciaio;
- ASME B16.9[22] Specification is designed for butt welded fittings applied in industrial construction pipelines.Including elbow,tee,cross, cap, reducer, ecc. (per saldature di testa di curve, TEE, riduzioni, fondelli);
- ASME B16.34[23] --Valves - Flanged - Threaded and Welding End;
- ASME B16.11[24]. Forged fittings, Socket-Welding and Threaded (per raccorderia con saldatura a tasca);
- UNI EN 10241([25]  ISO 4144[26] per raccorderia filettata;
- ISO 228-1[27] relativa alla filettatura (Whitworth) di tubi e raccordi a filettatura GAS cilindrica anche detta “non a tenuta sul filetto”. Alla norma ISO fa riferimento anche la BSP (British Standard Pipe) specificatamente attraverso la norma inglese BSPP (British Standard Pipe Paralel);
- EN 10226-1[28] relativa alla filettatura (Whitworth) di tubi e raccordi a filettatura GAS conica anche detta “a tenuta sul filetto”. La EN 10226-1 fa a sua volta riferimento alla ISO 7-1 insieme alla BSP attraverso la norma BSPT (British Standard Pipe Tapered[29]);
- ASME B1.20.1[30] Pipe Threads, General Purpose, Inch per raccorderia filettata. Rappresenta lo standard americano relativo alla filettatura NPT(National Pipe Thread);
- EN 1092-1/2/3[31] per flange forgiate;
- ASME B16.5[32]. Pipe Flanges & Flanged Fittings (per flange forgiate);
- UNI EN 1514[33] Flange e loro giunzioni;
- ASME B16 47[34] Large Diameter Steel Flanges (per flange serie A e B fino a classe 900);
- ASME B 16.20[35] Metallic Gaskets for Pipe Flanges
- ASME B 16.21[36] Nonmetallic Flat Gaskets for Pipe Flanges (guarnizioni a spirale);
- UNI 7612+FA1[37]per raccordi di polietilene ad alta densità per condotte di fluidi in pressione;
- UNI 9561[38] per raccordi a compressione mediante serraggio meccanico a base di materiali termoplastici per condotte di polietilene per liquidi in pressione;
- UNI EN 1401 PVC[39] per scarichi fognari non in pressione;
- UNI EN 1329 PVC per scarico nei fabbricati;
- UNI EN 1452[40] (ex UNI 7442) PVC non plastificato per trasporto di fluidi in pressione compresa acqua potabile.

## Codici per impianti sanitari
La progettazione, fabbricazione ed installazione degli impianti idraulici ad uso sanitario delle abitazioni coinvolge, tubazioni, raccordi, valvole, materiali ed apparecchiature varie e fa riferimento a vari standard nelle varie aree del mondo:
- la norma EN 806-1-2-3-4-5, declinata nelle varie norme nazionali, è il riferimento europeo (in Italia si ha la UNI EN 806[41]-1-2-3-4-5 in solido con la UNI 9182);
- l'International Plumbing Code pubblicato da International Code Council (ICC) è il codice maggiormente in uso negli Stati Uniti;
- il Plumbing Code of Australia[42] (PCA) è il codice in uso in Australia.